# موراي ماكسويل
الكابتن السير موراي ماكسويل (10 سبتمبر 1775-26 يونيو 1831) هو ضابط بريطاني في البحرية الملكية، الذي خدم بامتياز في أواخر القرن الثامن عشر وأوائل القرن التاسع عشر، ولا سيما خلال الثورة الفرنسية والحروب النابليونية. كسب ماكسويل الاعتراف أولاً بوصفه واحداً من القادة البريطانيون الذين شاركوا في نجاح حملة الأدرياتيكي من 1807-1814، حيث كان مسؤولاً عن تدمير قافلة الأسلحة الفرنسية في العمل من 29 نوفمبر 1811. ونتيجة لتحقيق المزيد من النجاح في منطقة البحر الأبيض المتوسط، وقد أعطى ماكسويل اللجان أهمية كبيرة، وعلى الرغم من خسارة سفينته اتش ام اس ديدالوس من سيلان في عام 1813، واختير خصيصا لمرافقة السفير البريطاني إلى الصين في عام 1816.
الرحلة البحرية إلى الصين اشتهرت عندما تحطمت السفينة اتش ام اس السيست في مضيق غاسبار، وقال بأنه وطاقمه أصبحوا محصورين وتقطعت بهم السبل في جزيرة قريبة. البحارة الغارقون عانوا من نقص في الغذاء، وهوجموا مراراً وتكراراً من قبل القراصنة الملاويين، ولكن بفضل قيادة ماكسويل لم يمت أحد. أنقذ في النهاية من قبل سفينة شركة الهند الشرقية، وعاد الحزب إلى بريطانيا كأبطال شعبيين. وكان ماكسويل في عام 1831 قد عين بمنصب نائب حاكم جزيرة الأمير إدوارد، ولكن مرض ومات قبل أن يتمكن من تولي هذا المنصب.

## حياته
ولد موراي ماكسويل في عام 1775 لجيمس ماكسويل وإليزابيث ؛ والده كان ضابطاً في الجيش البريطاني وابن السير الكسندر ماكسويل. عاشت العائلة في ويغتونشير،اسكتلندا، وكان موراي يريد الالتحاق بالقوات المسلحة في سن مبكرة : ستة من ثمانية أشقاء لموراي سينضمون أيضاً للجيش أو البحرية. في عام 1790، أرسل إلى البحر على متن سفينة صاحبة الجلالة جونو عن عمر يناهز ال 14 عاماً.